# Мляко
Млякото е биологична хранителна течност, която се образува в млечната жлеза на бозайниците.
Млекоотделящите животни са обособени в клас Бозайници. Те са най-висшето постижение на биологичната еволюция на Земята. Посредством дейността на епителните клетки на млечната жлеза от съставните части на кръвта се формира биологичен продукт, наречен мляко, който по състав значително се различава от нея. То съдържа вещества, които не се откриват в кръвта – млечна захар, казеин, млечни мазнини.
Биологичното предназначение на млякото е да поддържа живота и да осигурява развитието на новородените. То съдържа всички необходими вещества за растежа и развитието на съответния вид бозайник. За определен период след раждането то е единствената храна на новороденото.
Обикновено човешкото мляко се нарича кърма, а животинското мляко – биологично и преработено мляко (главно с цел по-дълго съхранение) (краве, овче, козе, биволско, кобилешко, камилско или друго) – само мляко.

## Исторически сведения
Счита се, че млякото, добито от домашни животни, е послужило за храна на хората от около 5000 г. пр.н.е. Предполага се, че след одомашняването на говедото дълго време се е използвало само за добив на месо. Едва на по-късен етап млякото и млечните продукти са се появили на човешката трапеза. Така са се добивали продукти с ценна хранителна стойност във всяка част на годината, повишила се е ефективността на употребяваните пасища.
Млечни продукти са открити в керамични съдове от Каменната ера в Турция. Това говори, че в този район млякото се е консумирало от хората още към 6500 г. пр.н.е. – повече от 1000 г. преди това да се утвърди сред голяма част от човечеството.
ДНК анализ на останки от неолитни хора, живели в Северна Европа към 5500 г. пр.н.е., сочи, че хората в този район все още не са били придобили поносимост към лактозата на млякото. Пръстени съдове, открити в Англия и датирани от 4500 г. пр.н.е., съдържат следи от млечни продукти. Това показва, че млякото е използвано от хората като храна, макар и не пряко, а под формата на вторични продукти от него.
През 1863 г. френският химик и биолог Луи Пастьор изобретява пастьоризацията – метод за умъртвяване на голяма част от вредните бактерии в напитки и хранителни продукти.
Първата стъклена бутилка за мляко е използвана може би от New York Dairy Company през 1877 г. В Англия Express Dairies започва производството на стъклени бутилки през 1880 г. През 1884 г. нюйоркчанинът Херви Тачър (Hervey Thatcher) изобретява една от най-популярните в САЩ стъклени бутилки за мляко. Гърлото ѝ било запушвано с дискове от восъчна хартия. През 1932 г. Виктор Фарис (Victor Farris) изобретява и картонените кутии за съхранение на мляко, широко използвани днес.

## Състав на млякото
Млякото е богат източник на хранителни вещества и витамини. Към органичните вещества в него спадат белтъците, мазнините, млечната захар, витамини, ензими, а към неорганичните – водата, минералните соли и газовете. Белтъчните вещества в млякото са пълноценни и напълно усвоими от организма. Млечната мазнина се характеризира с наличието на значително количество нискомолекулни мастни киселини. В млечната мазнина се намират значително количество фосфатиди, токофероли и витамини A и D. Характеризира се с усвоимост до 98% благодарение на това, че емулгира добре в храносмилателната система. За по-доброто усвояване влияе и това, че се намира във вид на клъбца с размери 0,5 – 10 µm. Лактозата спомага за потискането на гнилостните процеси и за развитието на полезната микрофлора в червата. В млякото се съдържат и соли на калция и фосфора. Те спомагат за формирането на костна тъкан, възстановяване на кръвта, лимфата и действието на мозъка. Намират се и редица други химични елементи като калий, натрий, магнезий, хлор, цинк, кобалт, мед, желязо, манган, йод и други. Особено ценен е и включеният в него витамин В12.
| мляко | вода             | вода                        | вода                                 | вода                                 |
| мляко | газове           | N2 • CO2 • O2               | N2 • CO2 • O2                        | N2 • CO2 • O2                        |
| мляко | сухо вещество    | протеини                    | албумини                             | албумини                             |
| мляко | сухо вещество    | протеини                    | глобулини                            | β-лактоглобулини                     |
| мляко | сухо вещество    | протеини                    | глобулини                            | γ-глобулини                          |
| мляко | сухо вещество    | протеини                    | казеини                              | α-казеини                            |
| мляко | сухо вещество    | протеини                    | казеини                              | β-казеин                             |
| мляко | сухо вещество    | протеини                    | казеини                              | κ-казеин                             |
| мляко | сухо вещество    | липиди                      | фосфолипиди                          | фосфолипиди                          |
| мляко | сухо вещество    | липиди                      | триглицериди                         |                                      |
| мляко | сухо вещество    | въглехидрати                | лактоза, глюкоза, галактоза          | лактоза, глюкоза, галактоза          |
| мляко | сухо вещество    | биологично активни вещества | ензими, хормони, витамини            | ензими, хормони, витамини            |
| мляко | сухо вещество    | неорганични вещества        | Na+, K+, Ca2+, Cl-, I-, COO-, HPO32- | Na+, K+, Ca2+, Cl-, I-, COO-, HPO32- |
| мляко | соматични клетки | епителни клетки             | епителни клетки                      | епителни клетки                      |
| мляко | соматични клетки | левкоцити                   |                                      |                                      |

| Вид           | Вода | Белтъчини | Липиди | Въглехидрати | Соли |
| ------------- | ---- | --------- | ------ | ------------ | ---- |
| Крава         | 88,0 | 3,2       | 3,5    | 4,9          | 0,8  |
| Коза          | 86,9 | 3,8       | 4,1    | 4,4          | 0,8  |
| Овца          | 83,6 | 5,1       | 6,2    | 4,2          | 0,9  |
| Биволица      | 82,9 | 4,6       | 7,5    | 4,2          | 0,8  |
| Як            | 84,0 | 5,0       | 6,5    | 5,6          | 0,9  |
| Кон           | 90,3 | 1,9       | 1,0    | 6,5          | 0,3  |
| Камила        | 80,5 | 4,0       | 3,0    | 5,7          | 0,8  |
| Муле          | 89,2 | 2,6       | 1,9    | 5,7          | 0,6  |
| Магаре        | 90,0 | 1,9       | 1,4    | 6,2          | 0,5  |
| Зебу          | 86,2 | 3,0       | 4,8    | 5,3          | 0,7  |
| Лама          | 86,5 | 3,9       | 3,2    | 5,6          | 0,8  |
| Елен          | 67,7 | 10,9      | 17,1   | 2,8          | 1,5  |
| Домашна свиня | 82,4 | 6,1       | 6,4    | 4,0          | 1,1  |
| Куче          | 77,0 | 9,7       | 9,3    | 3,1          | 0,9  |
| Котка         | 81,6 | 9,1       | 3,3    | 4,9          | 0,6  |
| Заек          | 69,5 | 15,5      | 10,4   | 1,9          | 2,6  |
| Слон          | 67,8 | 3,1       | 19,6   | 8,8          | 0,6  |
| Лос           | 66,5 | 15,0      | 11,0   | 5,3          | 1,6  |
| Плъх          | 68,7 | 12,0      | 15,0   | 2,8          | 1,5  |
| Делфин        | 48,8 | 5,6       | 45,0   | 1,4          | 0,6  |
| Кит           | 45,7 | 12,0      | 42,0   | 1,5          | 0,9  |

### Вода
Водата в млякото е 83 – 89% от неговото количество. Изпълнява роля на разтворител на органичните и неорганичните вещества и представлява среда, в която се извършват разнообразни ензимни процеси. Тя се съдържа в млякото в две основни форми:
- свободна вода – около 96 – 97% от водата в млякото; служи като дисперсна среда за останалите съставки;
- свързана вода – около 2 – 3,5%; химически свързана към останалите съставки, главно белтъци, фосфатиди и полизахариди;
- кристална вода – свързана с кристалите на млечната захар.

### Сухо вещество
Сухото вещество съставя около 11 – 14% Влизат всички съставни части на млякото, които остават при изсушаването му (вж. мляко на прах). То включва:
- органични съставки
  - белтъци – казеин, α-лактоалбумини, β-лактоглобулини, γ-имуноглобулини
  - мазнини – триацилглицериди, фосфолипиди, холестерол
  - въглехидрати – лактоза, глюкоза, галактоза
  - Други – хормони, витамини (A, B, C, D, E, F)

Ако се извадят мазнините от сухото вещество, се получава сух безмаслен остатък.

#### Лактоза
Лактозата е дизахарид съставен от глюкоза и галактоза. Придава сладникав вкус на млякото. При топлинното третиране на млякото се обазува лактулоза, която е по-сладка от лактозата. Процентното съотношение в кравето мляко е 4,7%, в кобилешкото – 7,6%, а в човешкото е 6 – 8% от сухото вещество.
Под влиянието на ензими и киселини млечната захар хидролизира до глюкоза и галактоза. На това свойство се дължи и получаването на българско кисело мляко.
Под действието на пропионовокиселите микроорганизми млечната захар се разпада до пропионова киселина. Този процес се използва при производството на някои видове твърдо сирене. Дрождите я разпадат до етилов алкохол и въглероден двуокис.
Спиртната ферментация се прилага при производството на кефира. Под действието на масленокисели микроорганизми се подлага на масленокисела ферментация, която е вредна за млякото. В резултат на този процес се получава маслена киселина, въглероден двуокис и вода.

#### Белтъци
Кравето мляко съдържа 3,4% азотни вещества, от които 3,3% са белтъци. Съдържат се три основни белтъчни вещества – казеин, α-лактоалбумин и β-лактоглобулин. В него се съдаржат и по-малки количества имуноглобулин, протеазопептонна фракция, обвивни белтъци на маслените клъбца и незначително количество продукти от разграждането на белтъците.
Според съотношението между казеина и албумина в млякото млеката бимат казеинни и албуминни.
- Казеинни млека – съотношението между казеина и албумина е 3:1. Такива млека са кравето, овчето, козето и биволското.
- Албуминни млека – съотношението между казеина и албумина е 1:1. Такива млека са кобилешкото и човешкото.

#### Небелтъчни азотни вещества
Това са основно вещества продукти от белтъчното разграждане. Срещат се албумози, пептони, креатин, пикочна киселина и други.

#### Липиди
Липидите в млякото биват неутрални мазнини и липоиди.
- Неутрални мазнини – в млякото са включени ненаситени (маслена, капронова, капролова, капринова, лауринова, миристинова, палмитинова, стеаринова, арахинова, диоксистеаринова) и ненаситени (деценова, тетрадеценова, хексадеценова, олеинова) мастни киселини. Намират се под формата на маслени клъбца с размери от 0,1 до 12 μm. В 1 cm3 мляко се съдържат от 2 до 5 млрд. маслени клъбца като броят им зависи от вида, породата, лактационния период, възрастта и други фактори. Те се образуват в епителните клетки на млечната жлеза. В зависимост от температурата на млякото мазнините в него е намират под формата на емулсия или суспензия. Маслените клъбца в козето мляко са с едни от най-малките размери. Поради тази причина козето мляко рядко образува каймак.
- Липоиди – отнасят се фосфатидите и стерините. Лецитинът и кефалинът са фосфатиди съдържащи се в минимални количества. Холестеринът е стерид включен също в състава на млякото и представлява антагонист на лецитина.

#### Ензими
Млякото съдържа ензими, които попадат в него при образуването му в млечната жлеза или са в резултат на жизнената дейност на микроорганизми, които се развиват докато млякото е още в жлезата или след издояването.

#### Витамини
Млякото е важен източник на водно и мастноразтворими витамини както за животните сукалчета, така и за децата и възрастните хора. Около един литър краве мляко е в състояние да задоволи дневните нужди от витамини при хората.

#### Неорганични съставки
- Йони – K+, Na+, Ca2+, Cl-, COO-, HPO32-
- Соли – NaCl, KCl, Ca3(PO3)2
- Микроелементи – I-, Fe2+, Fe3+, Co2+, Zn2+, Ni2+ и други
- Газове – N2, CO2 и O2

Количеството на солите в кравето мляко е средно около 0,7 – 0,8%. В него се съдържат около 40 микроелемента. В най-голямо количество се намират солите на калция и фосфора. Солите се намират в йонно, молекулно и колоидно-дисперсно състояние. Количеството на солите в млякото е сравнително постоянна величина и промяната му е признак за заболяване на животните или възпаление на млечната жлеза.

## Физиология на млекообразуването и млекоотделянето
Млякото съдържа всички нужни за развитието на новороденото вещества. Ето защо млекообразуването има важно приспособително значение за новороденото.
Химичният състав на млякото не е постоянен и се променя съобразно нуждите на растящия организъм. Съставът му се влияе от режима на хранене, начина на отглеждане при домашните животни и породата им, влияе се от възрастта, периода на лактацията, сезона и редица други фактори. Независимо от това, че в края на бременността млечната жлеза е напълно развита, то тя започва да отделя секрет едва след раждането. Този момент се повлиява пряко от хормоналните изменения, които настъпват в организма в края на бременността. Образуването на мляко се стимулира от хормона пролактин. В периода на бременност действието на този хормон, който се отделя от предния дял на хипофизата се потиска от други хормони – прогестерон и гонадотропин.
Хормоналният обрат в края на бременността стимулира освобождаването на пролактин, който има съществено значение за лактацията (лактогенеза) и по-нататъшното и поддържане (лактопоеза). Макар че е водещ, пролактинът не е единствения хормон, който стимулира млечната секреция. Подобно действие имат и други хормони на аденохипофизата като соматотропин, тиротропин и адренокортикотропен хормон, хормоните на щитовидната жлеза тироксин и трийодтиронин и глюкокортикоидните хормони на надбъбречната жлеза.
Периодът на образуване и отделяне на мляко от млечната жлеза се нарича лактация, а периодът на млекоотделяне – лактационен период. В първите няколко седмици на лактационния период количеството на образуваното мляко се увеличава, постепенно достига максимум и започва плавно да намалява. В първите дни непосредствено след раждането в млечната жлеза се образува коластра, чиито състав е много близък до този на кръвната плазма. В нея се съдържат голямо количество серумни белтъци, минерални соли, витамини, имуноглобулини, клетъчни елементи. Имуноглобулините са около 50% от всички коластрени белтъци и съдържат почти всички антитела, които се срещат в кръвта на майката. Коластрата е особено необходима за бозаещите новородени в първите часове и дни след раждането. Тя има огромно значение за пасивната имунизация на новородения организъм. Постепенно секретът се променя и от коластра бавно добива същинския състав на млякото.

### Функция на секреторните клетки на млечната жлеза
Млякото се образува в епителните клетки, които застилат вътрешната повърхност на алвеолите на млечната жлеза. Млечните съставки като казеин, лактоза, млечна мазнина, албумини, глобулини, соли, витамини и други се образуват от различни химични вещества. Те се доставят с кръвта в тъканите на вимето и се наричат предшественици на млякото.
Някои от тези вещества като витамини, глобулини, минерални соли и вода преминават направо от кръвта в алвеолната кухина като съставки на млякото. В този случай епителните клетки извършват сложна избирателна работа като пропускат определени количества от веществата на кръвта в такова количество, че да се осигури определен баланс от тях в млякото.
Други от млечните съставки като казеин, млечна мазнина, лактоза са специфични продукти, които се синтезират в секреторния епител от органични съставки доставени от кръвта. Процесът на млекообразуване в епителните клетки протича през няколко фази:
- поглъщане и натрупване в клетките на предшественици на млечните съставки;
- вътреклетъчна синтеза на основните съставки на млякото;
- струпване на синтезираните продукти под формата на мастни капчици и белтъчни гранули в цитоплазмата, които бавно се придвижват от базалната към апикалната повърхност на клетката;
- изтласкване на млечния секрет в алвеолната кухина.

Формата и структурата на епителните клетки зависят основно от функционалното им състояние. В покой те са ниски с дребнозърнеста цитоплазма и едва забележими органели в нея. Ядрото се намира в основата на клетката. Във фазата на усилена секреция клетките стават значително по-високи. В този момент ендоплазмата е богата на рибонуклеинови киселини. Това се дължи на усилената продукция на белтъци. Митохондриите достигат максимално развитие при подготовката на клетката за секреция. Апаратът на Голджи е най-добре развит в периода на усилена секреторна дейност.
Отделянето на мляко от епителната клетка в алвеолната кухина зависи от съотношението но налягането в алвеолата и клетката. След сучене или доене налягането в каналната система, а от там и в алвеолите се намалява. Така основните млечни съставки безпрепятствено дифундират през клетъчната стена и запълват алвеолите. С увеличаването на налягането в алвеолите отделянето от вещества в алвеолите постепенно намалява. При излъчването на мастните капчици заедно с мазнината в алвеолната кухина в някои случаи се отделя и част от цитоплазмата (апокринен тип на секреция). В други случаи това не се случва (мерокринен тип на секреция). В зависимост от периода на лактация и други фактори на средата изхвърлянето на продукта в алвеолната кухина може да бъде от апокринен, мерокринен или холокринен тип. През коластрения период типът е апокринен, а в разгара на лактацията постепенно преобладава мерокринен. В края на лактацията типът става холокрилен като секреторните клетки се разрушават и отделят елементи в млякото. На тяхно място те са заменени от нови.

### Биосинтеза на млечните съставки
Биосинтезата на млечните белтъци е интензивен процес. По скорост той надвишава синтезирането на белтъци в почти всички клетки и тъкани на тялото. Тя е в тясна зависимост от количеството и качеството на свободните и свързаните аминокиселини, пептиди, белтъци, летливи мастни киселини и други, които с артериалната кръв достигат до млечната жлеза и се абсорбират от епителните клетки. В клетките под действието на нуклеиновите киселини те претърпяват по-нататъшни превръщания. Млечните белтъци се синтезират и от някои пептиди на кръвната плазма и от аминокиселините, които се получават от разграждането на кръвните белтъци.
Образуванто на млечната мазнина обхваща процесите на образуване на глицерол и мастни киселини и включването им в триглицеридите на млечната мазнина. Този процес се извършва основно в ергоплазмата на епителните клетки на млечната жлеза. Мастните капчици се формират в базалната част на епителните клетки. Оттук те бавно се придвижват към апикалната част на епителните клетки. Глицеролът се доставя с артериалната кръв, но количеството му за продукция на мазнините е недостатъчно. Причината за това е, че една голяма част от него отива за продукция на лактоза. Допълнителното нужно количество се образува от гликолитичното и пентозофосфорното окисляване на глюкозата и ацетата на кръвта. Мастните мазнини се поглъщат от секреторните клетки във вид на неутрални мазнини или като свободни мастни киселини от кръвната плазма. Друга част от мастните киселини се образуват отново от глюкозата на кръвта.
Синтезата на млечна захар е също интензивен процес. Почти напълно тя се образува от епителните клетки на алвеолите чрез биохимична преработка на доставената с кръвта глюкоза. При усилено лактиращите преживни животни млечната захар се образува и от пропионовата киселина и други съставки на кръвната плазма като ацетат, скорбяла, карбонат, глицерол. Лактозата се образува в клетъчните рибозоми и отчасти в апарата на Голджи.

### Регулация на млечната секреция
Млекообразуването обхваща не само процесите, които протичат в епителните клетки, но и цяла верига от последователни превръщания на изходните вещества за образуването на млечните съставки. Те протичат в други органи на тялото на организма. Установено е, че за 1 литър мляко при кравата е нужно през млечната жлеза да преминат около 400 литра кръв. От тях се задържат около 140 грама вещества като в съставки на млякото се преработват 120 грама от тях. Ето защо е нужна усилена работа на храносмилателната, кръвоносната, дихателната и отделителната система. Функцията на млечната жлеза е тясно свързана с останалите органи и системи на организма.
Централната нервна система регулира секрецията на мляко по нервно-рефлекторен път или косвено чрез особени биологично активни вещества (невросекрети), които се образуват в ядрата на хипоталамуса. Те влияят върху млечната секреция, чрез хипофизата и други жлези с вътрешна секреция, чиито хорвони се донасят до епителните клетки на млечната жлеза с артериалната кръв. Чрез дразнене на вимето при доене или бозаене нервни импулси достигат до хипоталамуса в главния мозък. Една част от тях се трансформират в хуморално звено (невросекрети), което чрез хипоталамо-хипофизното портално кръвообращение достига до предния дял на хипофизата и предизвиква отделяне на хормони, които пряко или косвено влияят на млечната секреция.

### Регулация на двигателната функция на млечната жлеза
Двигателната функция е пряко свързана със секреторната и са функционално свързани помежду си. Включва процеса на натрупване и разпределяне на млякото в каналната система на органа и процеса на млекоотделяне. Регулира се по нервно-рефлекторен и нервно-ендокринен път.
Основното количество мляко се образува в периода от едно бозаене или доене до друго. То изпълва алвеолите и от там на порции преминава към по-големите канали на млечната жлеза, а от там в цистерната. При натрупване на мляко в нея налягането постепенно се покачва, тонусът на гладката мускулатура се намалява. Тя се разпуска и обемът на цистерната се увеличава за да поеме постъпващото в нея мляко. В случай, че периодът между бозаенето или доенето се увеличи интрамамарното налягане нараства и води до намаляване и дори до спиране на млечната секреция. Обратният процес на често доене или кърмене също не стимулира млечната секреция и може да доведе до намаляване на секреторната дейност на млечната жлеза.
При млечните продуктивни животни, в зависимост от положението, което заема млякото в млечната жлеза млякото се разделя на:
- Цистернена порция. Това е тази част от млякото, която при напълнено виме се съдържа в цистерната и големите канали. Тя е 20 – 40% от общото количество мляко при напълнена жлеза.
- Алвеолна порция. Разполага се в алвеолния отдел на жлезата и бива 60 – 70% от количеството мляко в нея.
- Допълнителна порция. Това мляко остава в алвеолите дори и след издояването. То може да се отдели с допълнителен масаж на жлезата.
- Остатъчна порция. Това е млякото, което остава в жлезата, дори и след масажирането и.

### Механизъм на млекоотделянето
Отделянето на млякото е сложен рефлекторен акт, в който вземат участие нервни и хуморални фактори. Рефлексът на млекоотделяне е свързан с непосредственото дразнене на рецепторите в млечната жлеза. Възникналите импулси по аферентен път, чрез гръбначния мозък достигат до ЦНС. От гръбначния мозък по еферентни мозъчни влакна се предават нервни импулси до двигателния апарат на млечната жлеза. В резултат на това цицковият сфинктер и стената каналите и цистерната се отпускат. Това е първата фаза на млекоотделянето. Втората фаза се осъществява с главния мозък. Достигналия при бозаенето нервен импулс достига до хипоталамуса, а от там към хипофизата. В хипоталамуса се образува хормонът окситоцин, като под негово влияние се контрахират миоепителните клетки на алвеолите. Повишава се налягането в алвеолите и се изтласква млякото към по-големите канали и цистерната на млечната жлеза.

## Бактерицидни свойства
Подобно на кръвта, непосредствено след издояване млякото и в продължение на няколко часа след това, млякото може да задържа размножаването на микроорганизмите и дори да убива някои от тях. Бактерицидността на млякото се дължи на активните субстанции лактенин 1 и лактенин 2. Лактенин 1 се съдържа в коластрата, а лактенин 2 в прясното мляко. В началото на лактационния период количеството на лактенина е високо и постепенно намалява. Бактерицидните свойства изчезват при загряване на млякото, поради инактивация на лактенина. Ако веднага след доене млякото не се охлади бактерицидността му трае не повече от 2 – 3 часа.

## Болести, пренасяни с млякото
Освен с благоприятния ефект, който оказва върху пасивния имунитет на новороденото в първите дни, млякото е биологична течност, която може да бъде причина и за пренасянето на редица заболявания както от животно на животно, от животно на човек, а така също и от човек на човек при доенето. То се инфектира с болестотворни микроорганизми от болни хора или заразоносители, които доят животните или манипулират с млякото. Това налага животните, добива на мляко, преработката му и производството на млечни продукти да бъдат под ветеринарно-медицински контрол, а хората участващи в доенето, производството, преработката и търговията с мляко и млечни продукти да бъдат под медицински контрол. Сред най-опасните заболявания, които могат да се предадат на хората с помощта на млякото са следните заболявания:
- Вирусни – инфекции предизвикани от Аденовируси, Ентеровируси, Шап, Вирусен хепатит, Кърлежов енцефалит.
- Рикетсиозни – Ку-треска
- Бактерийни – Антракс, Ботулизъм, Бруцелоза, Холера, патогенни щамове на Escherichia coli, Clostridium perfringens, Proteus, Pseudomonas, Дифтерит, Листериоза, Лептоспироза, Паратиф, Салмонела, Стафилококи, Стрептококи, Туберкулоза, Коремен тиф
- Протозойни – Амебиаза, Балантидоза, Ламблиоза, Токсоплазмоза
- Хелминтози – Ентеробиоза, Taenia solium
- Други – Алергични реакции предизвикани от антибиотици, токсикози, предизвикани от инсектициди, растителни токсини, радиоактивни изотопи, тежки метали, консерванти и дреги вещества.

## Отказ от консумация на мляко
Много хора не консумират мляко и млечни продукти. Някои от причините за това са следните.
- Етически съображения. Промишленият добив на мляко е свързан с експлоатация на животните които са превърнати в „машини за производство на мляко и месо“. Хората прекъсват естествената връзка на животните с природата като експлоатират максимално както кравите, така и телетата и така скъсяват значително естествената продължителност на живота на одомашненото животно.
- Екологични съображения. Фермите нанасят значителен ущърб на околната среда с отделените урина, изпражнения, газове отделяни от животните. Ежегодно се унищожават тропически гори с цел освобождаване на място за пасища.
- Здравословни съображения. Млякото е сред факторите от челната петица, които причиняват диабет.[8]
- Индивидуална непоносимост. Много хора по рождение притежават непоносимост към мляко. Това се дължи на невъзможността организма им да ситнезира ензим, който да разгражда млечната захар. Много хора придобиват такава непоносимаст и с напредване на възрастта.
- Лични съображения. Употребата на мляко, добито от животни не е свойствена за хората и/или факта, че млякото не е подходящо за възрастни хора, а е нужно да се консумира само от деца.

## Интересни факти
- Независимо от различията в състава на млякото при различните видове бозайници са описани множество случаи при които майки от един вид отглеждат и израстяват малки от други често и неродствени видове. По този начин човекът не е единствения бозайник употребяващ млякото от други видове като храна.
- В митологията на много народи много от местните герои или богове са закърмени и отгледани от животни. Така Зевс бил отгледан от млякото на козата Амалфея, основателите на Рим Ромул и Рем са отгледани от вълчица.
- В древногръцката митология богинята Хера отделя мляко от своята гръд сред като Херакъл отказва да суче от нея. Така се е образувал Млечния път.
- Авицена е бил убеден, че козето мляко позволява да се съхрани здравето и бистротата на ума.
- Хипократ излекува множество пациенти от туберкулоза с помощта на козе мляко.
- В развиващите се страни от Африка и Азия прясното масло се приготвя в резултат на ферментацията на млякото. То придобива конситенция близка до тази на сметаната.
- В САЩ широкоупотребяваната мярка за обем на млякото продавано в търговската мрежа е галон.
- Руската етнографска група Молокани, която се характеризира и със специфични православни обичаи е наречена така защото нейните представители пият мляко в периодите на строг пост.